# Feu! Chatterton
Pour les articles homonymes, voir Feu ! (homonymie) et Chatterton.
Feu! Chatterton est un groupe français de rock et pop, originaire de Paris. Le nom du groupe est la juxtaposition de l'expression Feu! et de Chatterton, en hommage au poète Thomas Chatterton.

## Historique

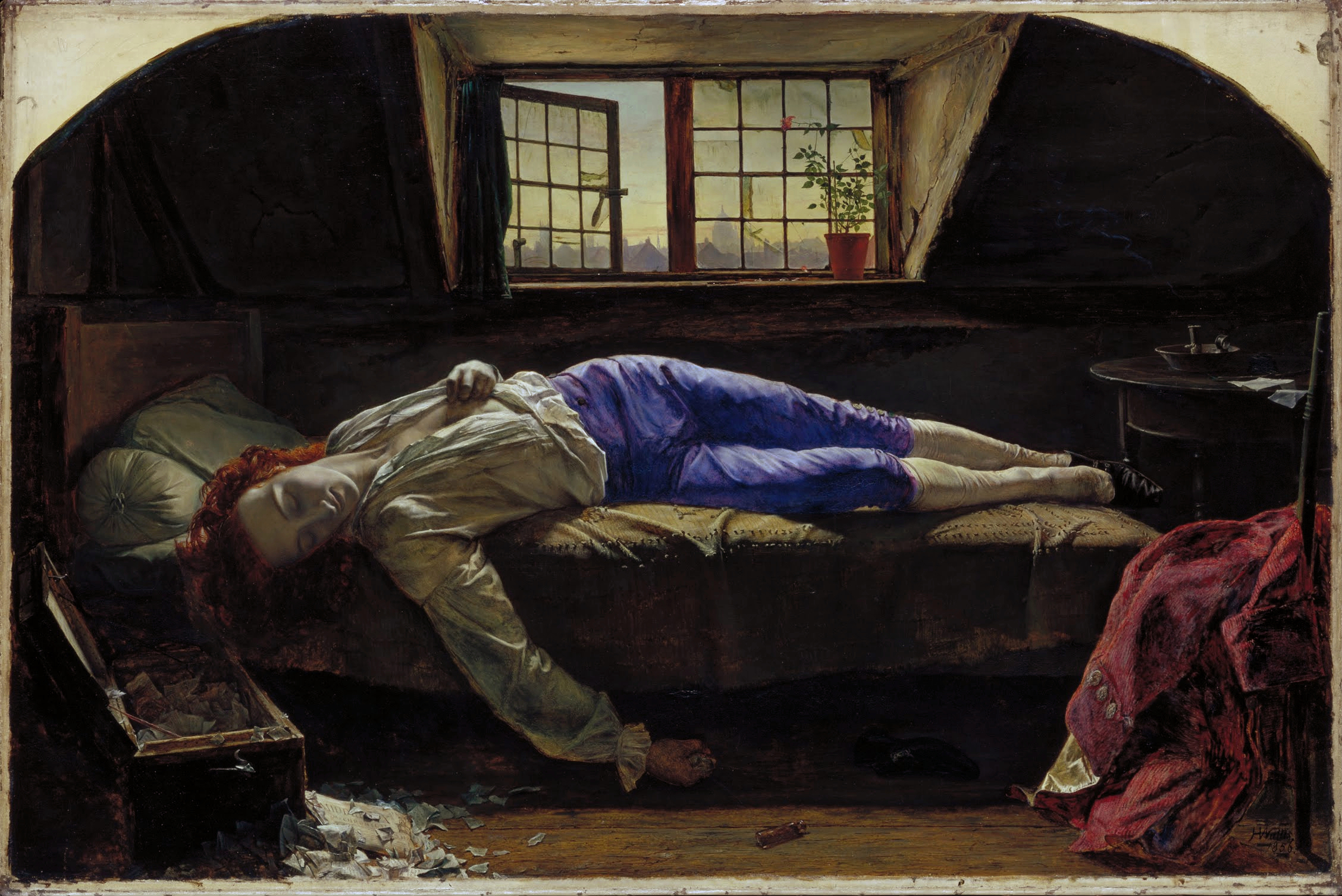
Chatterton, par Henry Wallis.

L'histoire de Feu! Chatterton commence au milieu des années 2000, avec la rencontre d'Arthur Teboul, Clément Doumic et Sébastien Wolf au lycée Louis-le-Grand. Après leurs années d'études, ils attirent à eux Antoine Wilson (basse) et Raphaël de Pressigny (batterie).
Ils se lancent en 2012 avec un premier titre La Mort dans la pinède diffusé sur Youtube et participent à plusieurs festivals (Rock en Seine, les Francofolies, le Printemps de Bourges, les Grandes Marées…) et premières parties de concert (Connan Mockasin, Fauve…) au cours des années 2013 et 2014. Le groupe remporte plusieurs prix (prix Chorus en 2014, prix Paris jeunes talents en 2014, prix Félix-Leclerc en 2014) et sort un premier EP en 2014 (Feu! Chatterton), puis un second EP en avril 2015 auto-produit grâce au financement participatif et constitué d'un unique titre d'une durée de 15 minutes, Bic Medium.
Leurs deux premiers albums, Ici le jour (a tout enseveli) (2015) et L'Oiseleur (2018) sortent chez Barclay-Universal. Le premier est certifié disque d'or, tandis que le second s'écoule à plus de 40 000 exemplaires. Ils sont cités aux Victoires de la musique pour chacun d'eux, en 2016 dans la catégorie « Révélation scène », puis en 2019 pour le « Meilleur album rock ».
Entre 2013 et 2019, le groupe ne cesse de tourner, prenant une courte pause en 2017 pour terminer un deuxième album. Il sillonne la France, la Suisse, la Belgique, le Québec, la Réunion ou encore le Liban, et joue à guichets fermés dans la plupart des salles parisiennes, se produisant au Trianon (2015-2016), au Bataclan (2018), à l'Olympia (2016) et au Zénith de Paris (2019). Le quintet devient un habitué des grands festivals, jouant dans les festivals francophones majeurs (Vieilles Charrues, Printemps de Bourges, Francofolies de La Rochelle, Montreux jazz festival, Francos de Montréal, Paléo Festival, Solidays, Rock en Seine, Beauregard, etc.).
En avril 2019, à l'occasion du Disquaire Day, ils sortent un vinyle live de 5 titres, captés entre 2018 et 2019, notamment à Nantes et au Zénith de Paris. En juin 2019, le Théâtre des Bouffes du Nord à Paris, annonce la venue du groupe pour 10 dates consécutives entre le 31 mars et le 11 avril 2020. La crise sanitaire de 2020 met un terme au projet. En janvier 2021 sort le titre Monde nouveau, annonçant Palais d’argile, leur troisième album sorti le 12 mars 2021. Entre février et juillet 2021, le groupe anime chaque semaine une émission en direct sur les réseaux Instagram et Facebook, le « Couvre-Feu! Chatterton », où des artistes (L'Impératrice, Ballaké Sissoko) sont invités. En 2022, le groupe compose la musique de la série télévisée Toutouyoutou, pour laquelle il remporte le Prix de la meilleure musique de série télévisée au Séries Mania 2022. En 2023, le groupe signe la musique et les chansons de La grande magie, comédie musicale de Noémie Lvovsky.
Le 21 février 2024, lors de la cérémonie de panthéonisation de Missak et Mélinée Manouchian, ils interprètent la chanson L'Affiche rouge, composée en 1961 par Léo Ferré sur le texte du poème Strophes pour se souvenir écrit par Louis Aragon en 1955. 
Le 27 mai 2025, le groupe annonce un nouvel album ainsi qu'une tournée en France, incluant une date à l'Accor Arena le 11 février 2026. 

## Collaborations

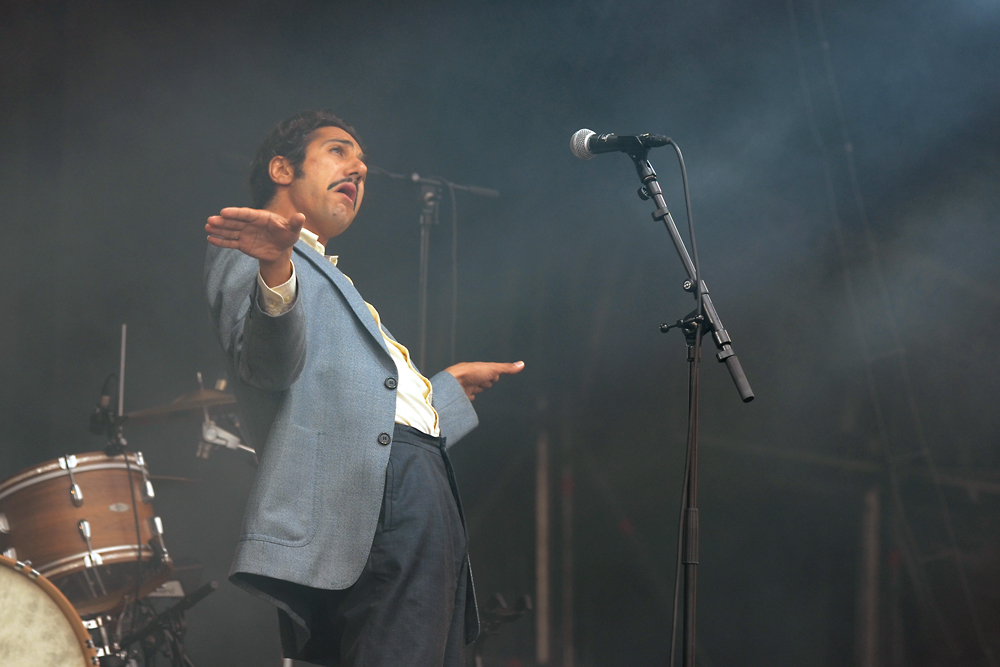
Arthur Teboul au festival Beauregard en 2016.

En parallèle des tournées et de ses disques, le groupe entreprend différentes collaborations. L’écrivain Éric Reinhardt leur propose en 2014 de construire une lecture autour de son roman L’amour et les forêts : la collaboration mène finalement à l'écriture d'un spectacle entier, qu'ils jouent ensemble, notamment au Festival d'Avignon en 2015.
Ils reprennent et enregistrent, pour la réédition de l'album Pouvoirs, de Bernard Lavilliers, le titre Frères de la Côte (2016), puis co-composent, arrangent et produisent deux morceaux de son dernier album, 5 minutes au paradis (2017) : Bon pour la casse et Charleroi, premier single de l'album. En 2018, ils sont sollicités par l'artiste contemporaine Sophie Calle pour enregistrer une chanson sur son chat Souris, mort quelques années plus tôt ; en plus du groupe, 36 autres artistes (Brigitte, Lou Doillon, Juliette Armanet, Pharrell Williams, Benjamin Biolay, Bono, Miossec…) participent à ce disque-performance, présenté à la Galerie Emmanuel Perrotin pendant l'exposition Souris Calle en octobre 2018 à Paris.
Le groupe fait une incursion dans le rap en 2019 en co-composant et co-produisant le titre Boy Z, du rappeur montreuillois Prince Waly. En avril 2021, les Feu! Chatterton assurent la première partie du concert de U2. En février 2022, ils font un duo avec l'artiste November Ultra sur le plateau de Taratata.

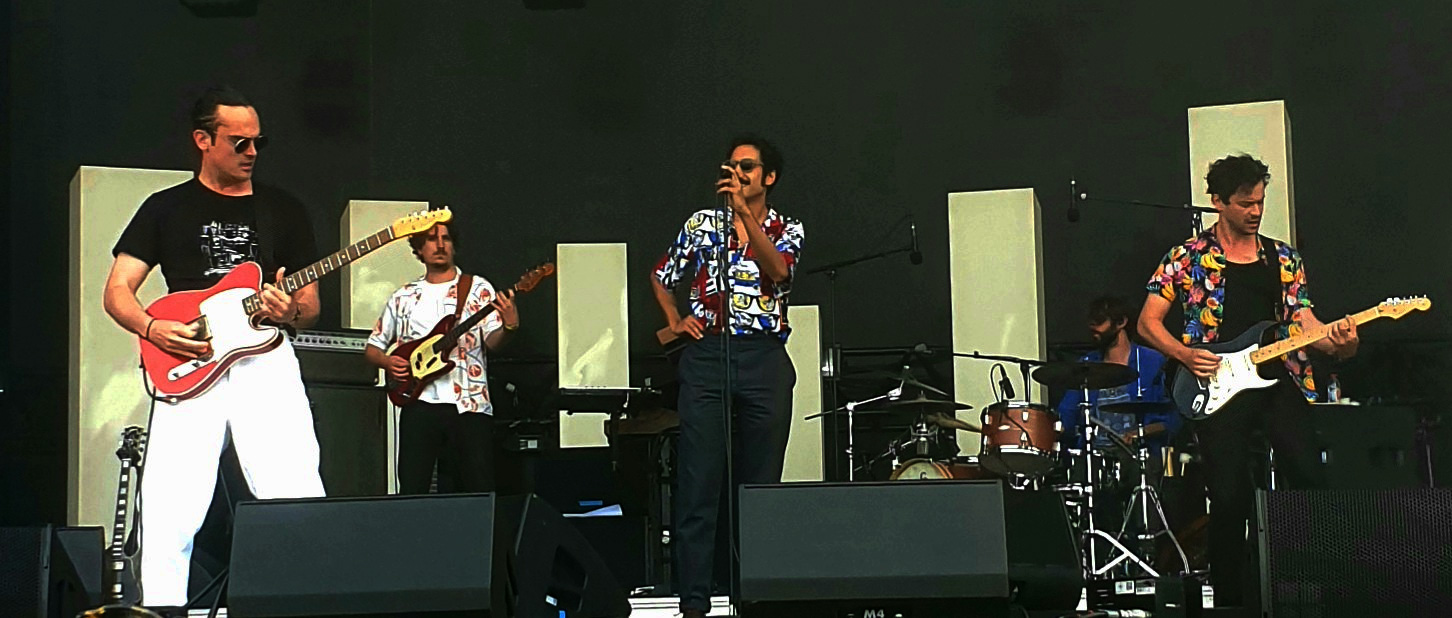
Le groupe Feu! Chatterton aux Solidays en 2022

## Influences
La plume d'Arthur, le chanteur, est directement inspirée de celles de Serge Gainsbourg, Léo Ferré, Barbara, Alain Bashung ou encore Jacques Brel. Les autres influences du groupe vont du rock de Radiohead, Pink Floyd, Television ou Led Zeppelin au jazz de Chet Baker, Nat King Cole, Miles Davis, entre autres. Leur style est empreint de dandysme,.

## Membres

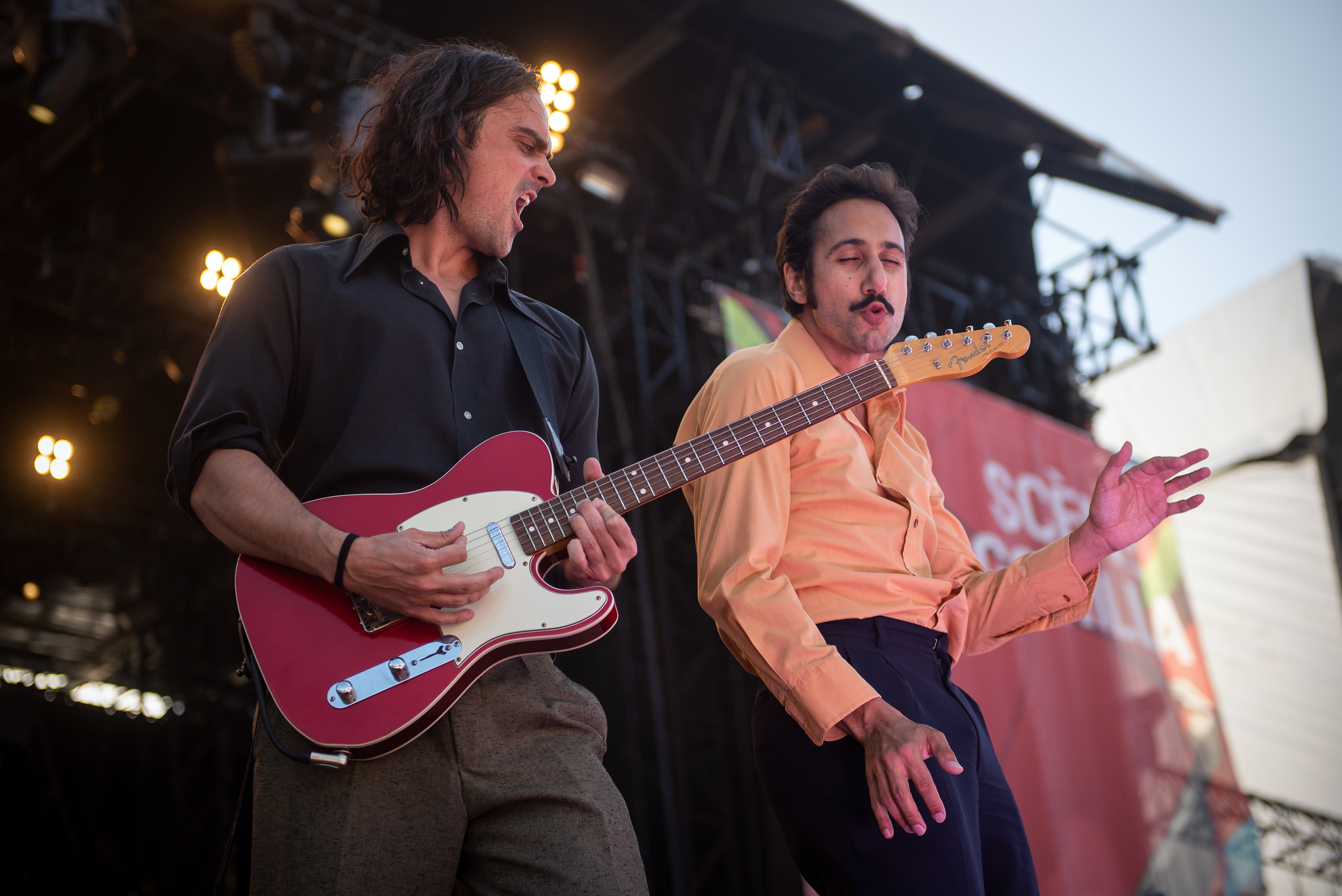
Clément Doumic et Arthur Teboul, en 2022

Clément Doumic, né le 17 juillet 1987[source insuffisante], compose et joue principalement de la guitare et des claviers. Il commence sa formation au lycée Louis-le-Grand puis est diplômé de Sciences Po, de l'École centrale de Lille et de l'Université de Paris I. À côté de l'activité du groupe, il compose des musiques de films : Pas ici (Pierre Boulanger, 2016), La forêt des quinconces (Grégoire Leprince-Ringuet, 2016), Le grand bain (2018), Laissez-moi danser(2017), Belle étoile (2019), et Shiny Happy People (Mathilde Petit, 2019). Il compose la musique pour le spectacle de danse Le Spectre de la rose (Christine Hassid, 2017) avec la danseuse et chorégraphe Georgia Ives. Photographe, il réalise la couverture du disque Feu! Chatterton Live (2019). Depuis 2017, il collabore avec la chanteuse Lola-Lý Canac autour du projet "Château Forte".
Raphaël de Pressigny, né en 1988, compose et joue de la batterie. Il suit des études à Paris-I (L3, M1) et HEC. Il se prend de passion pour la batterie alors qu'il est adolescent, notamment en écoutant et en jouant du Led Zeppelin dont il est fan. En 2016 et 2017, il participe régulièrement à des résidences de pratique musicale chez le pianiste et compositeur de musique contemporaine Nik Bärtsch. Féru de percussions africaines, il effectue plusieurs voyages au Sénégal et en Guinée équatoriale pour pratiquer et apprendre diverses percussions. Il collabore avec des artistes de la scène française actuelle, dont Louise Verneuil pour laquelle il enregistre les batteries de son premier album avec l'aide du producteur Samy Osta (également producteur du groupe), ou encore le rappeur Rilès qu'il accompagne sur les plateaux de télévision. Depuis 2019, il collabore avec Alice Barraud, artiste circassienne qui présente avec lui un spectacle intitulé MEMM au Mauvais Endroit au Mauvais Moment.

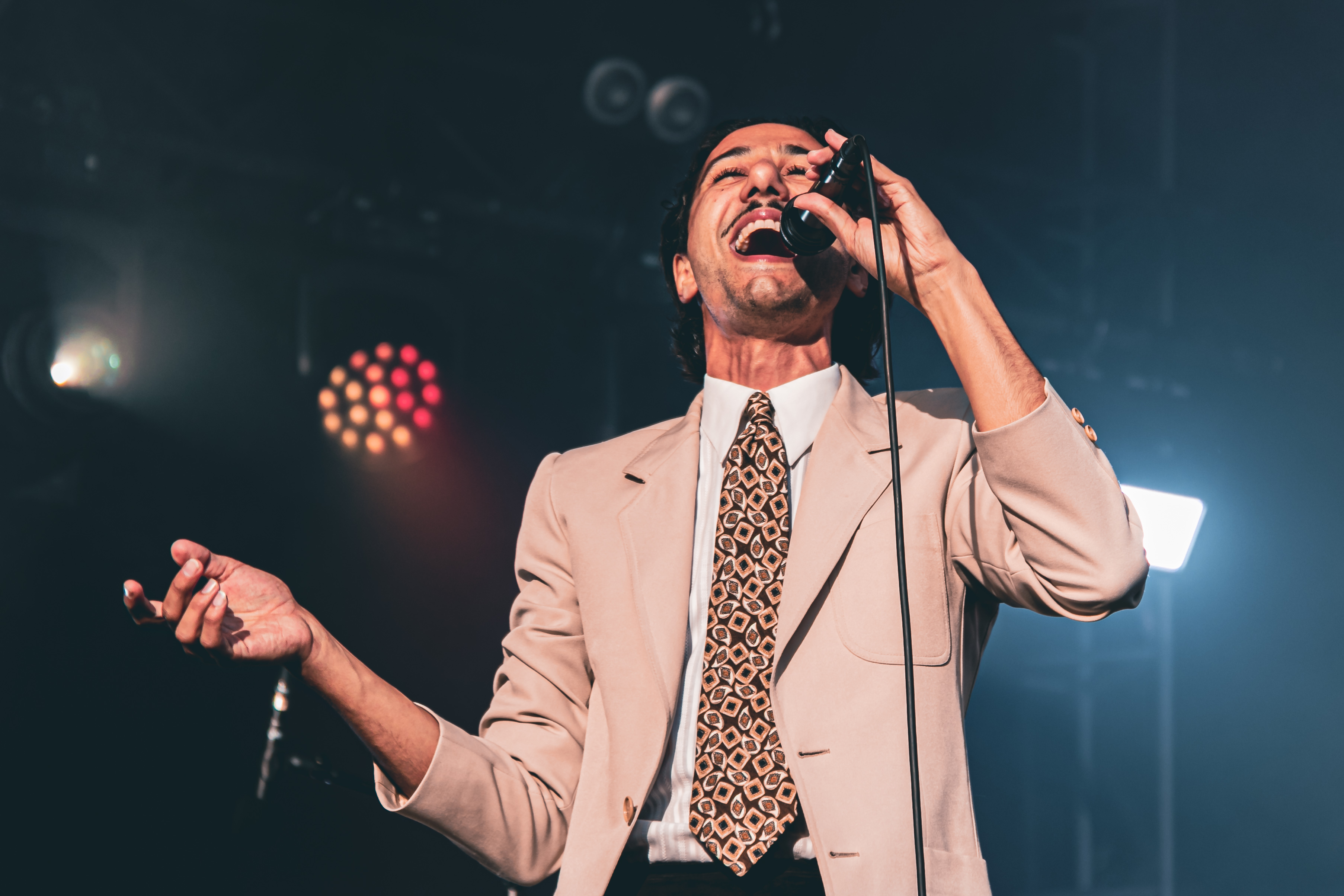
Arthur Teboul en 2021

Arthur Teboul, né en 1987, se charge de l'écriture et du chant. Il entame lui aussi sa formation au lycée Louis-le-Grand puis est diplômé de l'ESCP. Passionné de littérature, il se lance d'abord dans des concours de slam. En 2002, il est sollicité par Clément Doumic et Sébastien Wolf pour écrire pour leur groupe et prend des cours de chant après coup. À côté du groupe, il se produit régulièrement sur scène avec des artistes de la scène française. Il chante notamment avec Christophe lors de ses concerts parisiens en 2019, Catherine Ringer pendant l'hommage à Jacques Higelin au Trianon en 2019, ou encore Clara Luciani à la Cigale (2019). Au cinéma, il fait une courte apparition dans le film La forêt des quinconces (Grégoire Leprince-Ringuet, 2016), puis dans le film de Pascal Thomas, À cause des filles..? où il donne la réplique à Barbara Schulz. Il écrit beaucoup de ses musiques grâce à des poèmes : il transforme des poèmes en chanson. En 2023, il publie Le déversoir. Poèmes minute aux éditions Seghers.
Antoine Wilson, né en 1989, compose et joue de la basse et des claviers. Il suit une formation d’ingénieur du son et de musique classique (contrebasse). Collectionneur de synthétiseurs, il apporte leurs sonorités au groupe, qui font aujourd'hui partie intégrante de leurs compositions. Dans cette veine synthétique, il compose Sex Appeal et Vers le pays des palmes, qui figurent respectivement sur le 1er EP (Feu! Chatterton) et sur le 1er album (Ici le jour (a tout enseveli)).
Sébastien Wolf, né en 1987, compose et joue des claviers et de la guitare. C'est un ancien élève de l'École normale supérieure en physique (promotion 2008) et il est titulaire d'un master d’anthropologie à l'EHESS (Modifications du système politique Sateré Mawé contemporain, 2012). Il obtient en 2017 une thèse de doctorat en physique à Sorbonne Université. À côté du groupe, il signe diverses musiques de films comme Histoire de Mortimer (Benjamin Kuhn, 2015) ou Le Réveil de Lily (Benjamin Kuhn, 2018) et de pièces de théâtre comme Massacre à Paris de Christopher Marlowe. Entre 2011 et 2013, il crée La Laverie, un lieu d’art réservé à la jeune création dans le quartier de Belleville et il y présente près de dix expositions personnelles et collectives ; il est aussi membre du comité de sélection de la Résidence d'art contemporain Suddenly. En parallèle à son activité musicale, il poursuit ses recherches à la frontière des neurosciences, de la physique statistique et de l’intelligence artificielle comme post-doctorant au sein du Laboratoire de physique théorique et de l'Institut de biologie de l'École normale supérieure. De père suisse et de mère brésilienne, il est aussi père d'un garçon né en 2018.

## Clips
- 2012 : La Mort dans la pinède (4:38, réal. : Antoine Marie)
- 2014 : La Malinche (4:12, réal. : Pablo Grand Mourcel et Antoine Marie)
- 2015 : Boeing (4:18, réal. : Anne-Sophie Terrillon)
- 2015 : Fou à lier (4:32, réal. : Nicolas Hu et Maïté Grandjouan)
- 2015 : À l’aube (5:47, réal. : Benjamin Kühn)
- 2016 : Porte Z (5:21, réal. : Clément Cogitore)
- 2017 : L'Ivresse (4:08, réal. : Benjamin Kühn)
- 2017 : Souvenir (6:43, réal. : Antoine Marie)
- 2018 : L'Oiseau (3:45, réal. : Victoria Lafaurie et Armand Penicaut)
- 2018 : Le Chat Souris (6:05, réal. : Julia Tarissan et Juliet Casella)
- 2018 : Ginger (4:07, réal. : Élie Gattegno)
- 2021 : Monde nouveau (3:35, réal. : Sidney Van Wichelen)
- 2022 : Écran total (5:10, réal. : Pierre Saba-Aris)
- 2023 : L'Affiche rouge (6:28, réal. : Sacha Teboul)

## Distinctions

### Récompenses
- 2014 : Prix Félix-Leclerc de la chanson[54]
- 2014 : Prix Paris des jeunes talents[55]
- 2014 : Prix Chorus des Hauts-de-Seine[56]
- 2016 : Grand Prix de la SACEM. Prix Francis-Lemarque de la révélation[57]
- 2022 : Prix de la meilleure musique de série télévisée pour Clément Doumic, Antoine wilson et Sébastien Wolf au Séries Mania 2022, pour la musique de la série télévisée Toutouyoutou[20]

### Nominations
- 2016 : Victoire du groupe ou artiste révélation scène aux Victoires de la musique 2016
- 2016 : Finaliste au Prix Talents W9
- 2019 : Victoire de l'album rock pour L'Oiseleur aux Victoires de la musique 2019[58]
- 2022 : Victoire de l'artiste interprète masculin, Victoire de la chanson originale pour Monde nouveau et Victoire de l'album pour Palais d'argile aux 37e cérémonie des Victoires de la musique[59]

### Documentaire
- Diffusé en 2015 sur France 4 : Feu! Chatterton par Feu! Chatterton de Marie  Guilloux, 28 octobre 2015, 60 min [présentation en ligne].